# Royal Tank Regiment Memorial
Royal Tank Regiment Memorial – pomnik znajdujący się w Londynie (Anglia), na połączeniu ulic Whitehall Place i Whitehall Court, w City of Westminster. Powstał celem upamiętnienia załóg służących w pułku Royal Tank Regiment, w czasie II wojny światowej. Wykonany został przez angielską rzeźbiarkę Vivien Mallock, na podstawie miniaturowej makiety autorstwa szkockiego artysty George'a Henry'ego Paulina.
Pomnik odlany z brązu przedstawia pięcioosobową załogę brytyjskiego czołgu pościgowego Comet. Grupę tę stanowią: komandor (commander), strzelec (gunner), działonowy (hull machine gunner), ładowniczy (loader), oraz kierowca. Rzeźba przedstawia unikalne braterstwo, jakie istniało pomiędzy żołnierzami walczącymi w czołgach.
Pomnik został odsłonięty 13 czerwca 2000 roku, przez królową Elżbietę II.